# Longhai

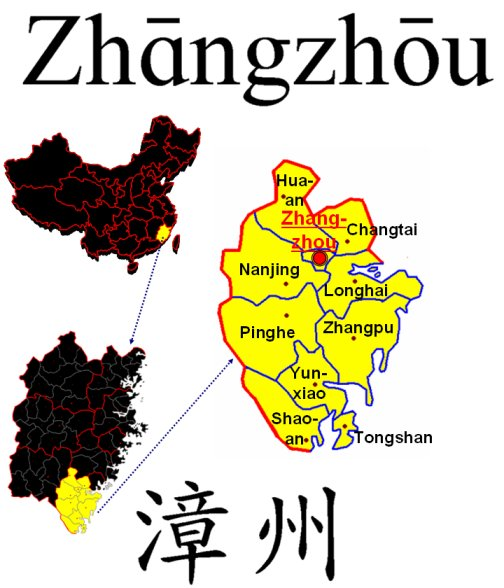
Verwaltungsgebiet der Stadt Zhangzhou

Longhai (chinesisch 龙海区, Pinyin Lónghǎi Qū) ist ein Stadtbezirk der bezirksfreien Stadt Zhangzhou in der chinesischen Provinz Fujian. Bei der Volkszählung 2020 hatte Longhai eine Fläche von 1.387 km² und eine Bevölkerung von 952.000 Einwohnern. Vor dem Jahr 2021 hatte Longhai den Status einer kreisfreien Stadt, ebenfalls unter der Jurisdiktion von Zhangzhou. Mit Wirkung vom 21. April 2021 wurde es als Bezirk in die Stadt Zhangzhou eingemeindet. Am gleichen Tag wurde auch Changtai zu einem Stadtbezirk Zhangzhous.
Administrativ setzt sich Longhai aus einem Straßenviertel, elf Großgemeinden, einer Gemeinde und einer Nationalitätengemeinde zusammen. Diese sind:
- Straßenviertel Shima (石码街道), Sitz der Stadtregierung;
- Großgemeinde Haicheng (海澄镇);
- Großgemeinde Jiaomei (角美镇);
- Großgemeinde Baishui (白水镇);
- Großgemeinde Fugong (浮宫镇);
- Großgemeinde Chengxi (程溪镇);
- Großgemeinde Gangwei (港尾镇);
- Großgemeinde Jiuhu (九湖镇);
- Großgemeinde Yancuo (颜厝镇);
- Großgemeinde Bangshan (榜山镇);
- Großgemeinde Zini (紫泥镇);
- Großgemeinde Dongyuan (东园镇);
- Gemeinde Dongsi (东泗乡);
- Gemeinde Longjiao der She (隆教畲族乡).